# سيبليناي
السيبليناي هو الطبق الوطني في ليتوانيا. وهو نوع من الزلابية وعادةً يتكون من البطاطا الذي يكون مبشور وتكون محشوة بالحم المفروم، وفي بعض الأحيان يكون محشو بالجبن والفطر. ويعد الطبق الشعبي في المطبخ الليتوانية.
وسمي بهذا الاسم لأنه يشبه المنطاد، ويعد السيبليناي مع الصلصة بجوارها لحم الخنزير المقدد أو قشرة.

## المكونات
- 1 كغ من البطاطا
- 3 أو 4 بطاطس مسلوقة
- اللحم البقري المفروم، أو مزيج من لحم البقر المفروم، ولحم الخنزير المفروم

## التحضير
قشور البطاطا الخام، ثم ابتز السائل الفائض منها من خلال القماش القطني. واجعل النشا تترسب في القاع من السائل، ثم صب السائل قبالة وإضافة إلى نشا البطاطس. واهرسيها، ثم إضافتها إلى تلك المبشور. ثم إضافة القليل من الملح ويعجن جيدا.
وتصنع القطعة الواحدة على شكل قطعة البيض
أو على شكل الفطائر وتحشى من الداخل باللحم المفروض، أو الجبن الجاف أو الفطر مع الملح والتوابل. ثم تغلق الفاتحة التي ادخل منها الحشو بجزء من العجينة
ثم توضع في الماء المغلي المملح ويترك لمدة 30 دقيقة تقريبا. ثم توضع في طبق يكون معد مسبقا ويكون بجانبها لحم الخنزير.

## الأدوات المستخدمة

### مهرسة البطاطس
- استخدام الدمامة المعدنية هذا سيؤدي إلى غاية حتى، والملمس متسقة، والتي تبدو إلى حد ما مثل عصير التفاح قبل البطاطا تتم إزالة السائل.
- لا تستخدم التقطيع كبيرة على المبشارة نموذجية ؛ نسيج لن تتماسك خلال عملية الطهي.
- سحقت النظر في إضافة فيتامين ج (حمض الاسكوربيك) أو أقراص فيتامين (ج) إلى خليط من مسحوق البطاطا الخام في وقت مبكر من عملية مقضب لتجنب سواد وتمنع الأكسدة.
- استخدام المصفاة البطاطا إلى «ماش» من البطاطا المسلوقة